# (33402) Canizares
(33402) Canizares est un astéroïde de la ceinture principale.

## Description
(33402) Canizares est un astéroïde de la ceinture principale. Il fut découvert le 12 février 1999 à Socorro (Nouveau-Mexique) par le projet LINEAR. Il présente une orbite caractérisée par un demi-grand axe de 2,59 UA, une excentricité de 0,08 et une inclinaison de 15,5° par rapport à l'écliptique.

## Compléments